# Serieåret 2012

## Händelser

### Februari
- 23 februari - Det meddelas att en avliden mans samling serietidningar sålts på auktion för 3,5 miljoner amerikanska dollar på en auktion i New York.[1]

### Juni
- 23 juni - DC Comics börjar publicera sin He-Man and the Masters of the Universe-serie.[2]

### September
- 25 september - Kulturhuset i Stockholm meddelar att Tintinalbumen får vara kvar på Kulturhusets barnbibliotek, trots att dess konstnärliga ledare ansett dem visa "koloniala nidbilder", efter en våldsam debatt om censur.[3]

## Avlidna
- 3 januari – Vicar, chilensk serietecknare.
- 29 februari – Sheldon Moldoff, amerikansk serietecknare.
- 10 mars – Jean Giraud, 73, fransk serieskapare.[4][5]
- 12 maj – Eddy Paape, 91, belgisk serietecknare.
- 16 maj – Ernie Chan, 71, filippinsk-amerikansk serietecknare.
- 12 augusti – Joe Kubert, 85, amerikansk serietecknare.
- 2 november – Gösta Gummesson, 84, svensk serietecknare.
- 19 december – Keiji Nakazawa, japansk serieskapare.

### Fotnoter
1. ↑  ”Dagens Nyheter”. 23 februari 2012. http://www.dn.se/kultur-noje/serietidningar-salda-for-23-miljoner-kronor. Läst 4 mars 2012.
2. ↑  ”Masters of the Universe (2012)” (på engelska). Comic Book Database. Arkiverad från originalet den 15 september 2015. https://web.archive.org/web/20150915125732/http://www.comicbookdb.com/title.php?ID=37415. Läst 30 december 2015.
3. ↑  ”Tintin-böcker får vara kvar på Kulturhuset”. Sveriges Radio. 25 september 2012. http://sverigesradio.se/sida/artikel.aspx?programid=83&artikel=5283614. Läst 25 september 2012.
4. ↑  Hamel, Ian (March 10, 2012). "Décès à Paris du dessinateur et scénariste de BD Moebius". Le Point.fr.
5. ↑  Connelly, Brendon (March 10, 2012). "Moebius, aka Jean Girard, aka Gir, Has Passed Away". Bleeding Cool.